# Arne Garborg
Arne Garborg (født Aadne Eivindsson Garborg 25. januar 1851 - 14. januar 1924) var en norsk forfatter og intellektuel, der mest skrev på landsmål (nynorsk). Han forfattede romaner, artikler, digte og oversættelser, og arbejdede på at udvikle et nyt norsk skriftsprog.

## Baggrund
Garborg kom fra gården Garborg i Time kommune på Jæren i Rogaland fylke. Her voksede han op hos sine forældre sammen med sine otte søskende. Garborgs far var tungsindig, men sønnen havde en god barndom frem til han var otte år. Da gik en vækkelsesbølge over Jæren, hvor svovlprædikanter afløste haugianerne. Dommedagsrædsel tyngede livet. Garborgs far var blandt "de vakte", og hans religiøse grublerier førte til sidst til hans selvmord. "Det mørkeste i min livssaga" kaldte Garborg denne periode i sit liv. Han følte sig medskyldig, fordi han, "arvingen", havde vraget slægtsgården. Denne skyldfølelse prøvede han igen og igen at skrive sig fri for, som i romanen Fred fra 1892. Fred er en ironisk titel. Hovedpersonen Enok Haave strides med Vorherre og grubler dag og nat, piner sig og sin familie, men nogen fred finder han ikke. Til sidst driver angsten ham ind i selvmordet. Det skildres på baggrund af Jærens folkeliv, humørfyldt og menneskeligt, med en fromhed, der ikke kredser om synd, men om Gud.
Garborg uddannede sig til lærer ved Holt seminarium ved Tvedestrand, hvor han levede et frit studenterliv. Efter eksamen i 1870 fik han lærerpost i Søndeled ved Risør. Han mistrivedes stærkt med at være lærer, hans interesse for oplysningsarbejde rettede sig mod publicering og offentlig debat. I 1871 startede han bladet Seminaristen (senere Lærer-standens avis), som han drev nærmest alene til det gik ind i sommeren 1873. Bladet talte mod lærerens rolle som "en ABC-indbanker i kakkelovns-krogen". I 1872 havde han startet Tvedestrandsposten. Hans artikler i alle disse medier blev lagt mærke til og skabte offentlig debat om skolevæsen, politik og litteratur. Vinteren 1873 flyttede han så til Christiania og fik plads i Dagbladet. Selv om Garborgs helbred var dårligt, og han havde det strengt økonomisk, afviste han et tilbud fra kongehuset om økonomisk støtte. Han ville være ubundet af autoriteter.

## Virke
Garborgs romaner er dybtloddende og gribende, hans essay er klare og skarpe, og han slår sig aldrig til ro i en position. Han arbejdede med emner som religion i moderne tid, forskellene mellem lokal og national identitet og det europæiske, og hvordan folk faktisk kan få politisk påvirkning og magt.
Garborg deltog i den norske sædelighedsdebat, blant andet gennem sine mange artikler i Dagbladet, og hans roman Mannfolk (1886) medførte, at han mistede sit job i den norske Riksrevisjonen. Garborg var særdeles kritisk over for de radikale beskrivelser i Henrik Ibsens Gengangere. I den norske sprogdebat var Garborg i opposition til Bjørnstjerne Bjørnson, og tabte antagelig muligheden for at blive redaktør ved Dagbladet.

## Familie
Han blev gift med forfatterinden Hulda Garborg i 1887. De boede fra 1897 på Labråten i Asker, og fik sønnen Arne Olaus Fjørtoft Garborg, til dagligt kaldt "Tuften".
På Jæren fik Garborg i 1899 bygget en sommerbolig/skrivestue, jærhuset Knudaheio.
I 2012 åbnede Nasjonalt Garborgsenter på Bryne, en formidlingsarena for digterparret, samt et center for kundskab, demokrati og skaberkraft.

## Haugtussa
Haugtussa er en digtcyklus fra 1895. Hovedpersonen er den fattige bondepige Gislaug, kaldt Veslemøy (= Lille mø) i familien, af andre let spottende Haugtussa (= Tossen i højen), fordi hun er synsk og ser de overnaturlige væsner, der knyttes til højene. Veslemøy ser også de hemmelige kræfter, drifter og vildskaben i menneskerne rundt og i sit eget indre. Haugtussa skildres på baggrund af Jærens natur, der nærmest bliver en slags hovedperson, og Garborg tilegner helt i starten digtcyklusen til dette landskab:
Til dig, du hede og blege mose med bukkeblad,
hvor hejre stiger og hjejle fly'r, jeg gi'r mit kvad.
Veslemøy er 15-16 år og bor sammen med sin mor, der er enke. Broren er rejst til Amerika; en søster er prostitueret i byen. Den afdøde søster Lisabet kommer Veslemøy til undsætning i syner, ligesom Veslemøy ser dødninge og trolde, draug og huldre. Til dans "ser" hun de unge ledsaget af vardyvler eller fylgjer i skikkelse af grise, harer og gæs; her sanser hun deres psykiske egenskaber - griskhed, rædsel og dumhed - omgjort til noget konkret. Garborg var selv en oplyst mand, en meget radikal forfatter og stærkt orienteret mod Europa; men han ville skabe billeder for sindets kræfter i 1890'erne, da blikket blev vendt indad mod menneskets irrationelle træk, som Freud og Hamsun gjorde det.  Hendes tilværelse i køkken og kostald, og ude i markerne med dyrene, udspilles som i en drøm:
Veslemøy ligger og drømmer i morgenstunden grå
og ser sin salige søster for sengebænken stå.
Veslemøy er sky ude blandt andre, men fatter tillid til den lyse Jon fra Skarebrotet, der kommer hende til hjælp, da hun første gang vogter dyr på heden. Han lytter, da hun betror ham hele sin verden og virkelighed. Veslemøy forelsker sig i Jon, som møder hende med respekt. Da de to unge søger læ for vejret under et fremspring, giver hun sig hen til ham. Som en dronning vender hun hjem om aftenen, og venter ham tilbage på besøg; men han kommer ikke. Til sidst får hun at vide, at han svigtede hende for den rige datter på gården Ås. Veslemøy er knust af sorg:
Jeg sidder i kirken som snigende gæst;
jeg glemmer gudsord og glemmer præst,
- jeg stakkel! Jeg læsser synd efter synd på mig,
for om jeg et glimt kunne få af dig.
Haugtussa kan læses som vendepunktet i en ung piges liv. Før mødet med Jon sad hun ved spinderokken og digtede dramatik ind i katten Mons, der sov under ovnen; at han måske var en prins, forhekset af kærlighedslængsel. Så kommer kærligheden til hende selv, og knuser snart hendes selvrespekt. Hun er ikke mere den, hun var. En tid overvejer hun selvmord, men kommer gradvis over smerten og tabet. 
Edvard Grieg komponerede 1895-1898 en sangcyklus (opus 67) til digtene. Han udgav 8 af dem: Det syng, Veslemøy, Blåbærli, Møte, Elsk, Killingdans (killing=gedekid), Vond dag og Ved Gjætlebekken. Derudover tonesatte Grieg følgende digte (uden opusnr.): Sporven (Små-sporven gjeng i tune), I slåtten, Veslemøy undrast, Dømd, Veslemøy lengtar og Ku-lokk. Yderligere forefindes påbegyndte, men ikke afsluttede skitser til Den snilde guten og Skog-gladDet mest folkekære af digtene er nok Småsporven (Småsporven gjeng i tunet = Den lille spurv går på gårdspladsen) til melodi af Catharinus Elling. Også Mot soleglad (Det stig or hav eit alveland) til melodi af Olav Sande. Dramatiseret som ballet af Edith Roger.  Som teaterstykke har Haugtussa gået i tre år ved Det norske teatret i Oslo. 

### Romaner
Ein Fritenkjar (1878)
Bondestudentar (1883)
Mannfolk (1886)
Hjaa ho Mor (1990)
Trætte Mænd (1891)
Fred (1892)
Den burtkomne Faderen (1899)

### Digtsamlinger
Haugtussa (1895)
I Helheim (1901)

### Skuespil
Uforsonlige (1888)
Læraren (1896)

### Andre værker
Smaa-stubber af Alf Buestreng, (1873)
Henrik Ibsens "Kejser og Galilæer". En kritisk studie af G. (1873)
Den ny-norske Sprog- og Nationalitetsbevægelse (1877)
Forteljingar og Sogar (1884)
Knudahei-brev (1904)
Jesus Messias (1906)
Kolbotnbrev (1890)
Jonas Lie. En Udviklingshistorie (1893)
Dagbok 1905-1923 (1925–1927)
Tankar og utsyn (1950)
Odyssevskvædet oversættelse, Kristiania (1918)

#### Andet
Gud signe Noregs land: Salme og Nasjonalhymne (1878)
Kvinnestudentar: En sakprosa tekst (1882)
Fri Skilsmisse : Indlæg i Diskussionen om Kjærlighed (1888)
Fri Forhandling: Ymse stykkje (paa norsk og dansk) um Tru og Tanke (1889)

## Eksterne links

### Tekster
- Garborgs tekster – Dokumentationsprojektet fra Universitet i Oslo. Skrifter i Samling og andre værker i digitaliseret udgave.
- Garborgtekster i Ivar Aasen-tunets netbibliotek
- Haugtussa. 1933-udgave (på norsk)
- Fedraheimen

### Hjemmesider
- Garborg.no Nationalt Garborgcenter i Norge.
- Garborgnett Arkiveret 20. oktober 2009 hos  Wayback Machine Netsted udviklet i forbindelse med Garborgåret 2001.
- GarborgDagane Arkiveret 7. april 2008 hos  Wayback Machine Hjemmesiden til GarborgDagane på Tynset.
- Labråten Asker museum.

### Artikler
- Arne Garborg i Dagbladet forfatter
- Arne Garborg i NRK Forfatter
- Universitetsbibliotekets breve

### Billeder
- Galleri Nors fotografier af Arne Garborg